# 片野利沙
片野 利沙 （かたの りさ、1993年3月19日 - ）は、日本のオートレース選手。千葉県市原市出身。元船橋オートレース場所属、2016年4月より川口オートレース場所属。32期。愛称は「リサマックス」。

## 人物
父親がロードレース、母親がモトクロスの経験者というバイク好き一家の長女として誕生。
小学4年生の時、親が買ってきたポケットバイクがきっかけでバイク人生が始まる。その後、中学校からミニバイク、高校からロードレースへとステップアップ。レディースロードレースや男女混合レースに出場、高校卒業後は国別対抗アジア選手権にも出場した。
オートレースの存在は中学校の頃から知っており、オートレースの受験があることをロードレースチームの監督から教えてもらったのがオートレースの道へ進むきっかけとなった。
同期の鈴木圭一郎（浜松）とは、ポケバイの頃から知り、鈴木はインタビューで「ポケバイからずっと一緒です。ロードレースの時も32期の養成所の時も何も聞かされずいつも現場で合ってビックリしていました。りさはストーカーじゃないかと思うくらい僕と同じ道を歩んでいます。（笑）」と述べている。

## 略歴
- 2012年8月 - オートレース第32期選手養成所入所試験に合格[4]。
- 2013年7月1日 - オートレース選手養成所卒業。配属先は、船橋オートレース場。師匠は山田真弘（24期、船橋(当時。現：川口所属)）。
- 2013年7月5日 - 船橋オートレース場で開催された普通開催の第3レース「片野利沙デビュー戦」でデビュー。結果は2着[5]。
- 2013年8月9日 - 川口オートレース場で開催された普通開催の第1レース「一般戦B」にて初勝利[6]。
- 2014年7月20日 - 飯塚オートレース場で開催された「32期新人王決定戦」にてデビュー初優出を果たす。結果は2着[7]。
- 2015年7月23日 - 2015年度後期ランクで自身初のA級となるA-267に昇格した[8]。
- 2019年3月10日 - 川口オートレース場で開催された「第67回GI開設記念グランプリレース」の開催最終日第2レース「一般戦B」にて勝利し、女子選手として佐藤摩弥（31期、川口）に次ぐ2人目の通算100勝を達成[9]。
- 2019年12月27日 - 川口オートレース場で開催された「スーパースターフェスタ2019」初日第10レース「スーパースターガールズ王座決定戦」にて1着となり、初代女王となった[10][注 1]。
- 2020年7月1日 - 競輪・オートレース⾞券販売サイト「チャリロト.com」を運営する株式会社チャリ・ロトとスポンサー契約を締結[11]。
- 2021年2月23日 - 公益財団法人JKAより「2021年度前期適用ランク」が発表され「順位：122位」・「ランク：A-74」と、自身最上位となった[12]。
- 2021年12月27日 - 川口オートレース場で開催された「スーパースターフェスタ2021」初日第10レース「スーパースターガールズ王座決定戦」にて1着となり3代目女王となった[13]。
- 2023年9月18日 - 飯塚オートレース場で開催された「チャリロト杯ミッドナイトオートレース」最終日第8レース優勝戦にて、デビュー初優勝を飾った[14]。

## 選手データ
- プロフィール（2021年現在）
  - 選手登録：2013年7月1日
  - 身長：153.3cm
  - 体重：48.9kg
  - 血液型：B型

- 戦歴
  - 通算優勝回数：1回

- 賞歴
  - オートレース選手表彰
    - 特別賞：1回 （2013年）

  - 日本プロスポーツ大賞
    - 新人賞（2014年）

  - スーパースターガールズ王座決定戦 [注 1]
    - 初代女王（2019年12月27日）
    - 3代目女王（2021年12月27日）